# Соляний промисел Окнеле-Марі
Соляний промисел Окнеле-Марі (Ocnele Mari) – гірничодобувне підприємство у Румунії.
Видобуток харчової солі в районі Окнеле-Марі почався ще в дакійські часи. У 1926 – 1936 роках тут спорудили шахту «Sf. Petru», а в 1937 та 1944 роках ввели в дію черги шахти «Pavel», які діяли до 1963 року та забезпечили вилучення не менше ніж 3,8 млн тонн солі.
Наприкінці 1950-х років ввели в дію потужне виробництво кальцинованої соди в Говорі, для якого хлорид натрію був базовою сировиною. З огляду на це, а також на заплановане спорудження заводу каустичної соди у Римніку-Вилча, що став до ладу в 1966 році, промисел Окнеле-Марі докорінно модернізували з переходом до підземного вилуговування солі із розташованого на значній глибині соляного діапіру – споруджені в межах цього проекту свердловини мали глибину у 1060 метрів (наприкінці 1970-х встановили, що в центральній частині куполу соляний пласт поширюється до глибини у 1760 метрів). Поставки розсолу на зазначені вище хімічні заводи організували по розсолопроводу довжиною біля десяти кілометрів.
У підсумку виникло чотири ділянки підземного вилуговування:
- зона І, яка була облаштована в 1950 – 1952 роках та первісно мала 5 свердловин. Всього ця ділянка отримала 10 свердловин та діяла до 1972 року, коли була виведена з експлуатації через вичерпання запасів;
- зона ІІ, що мала 15 свердловин (саме до неї відносились наведені вище дані про глибину свердловин). Ця ділянка діяла до 1993 року;
- зона ІІІ, яка отримала не менше 28 свердловин;
- зона IV із 8 свердловинами.
В 1993-му ввели в дію шахту Костешті, де видобувають хлорид натрію у твердому вигляді. Вона орієнтована на неглибокі соляні пласти, що залягають на рівнях +226, +210 та +190 метрів над рівнем моря (збагачувальна фабрика знаходиться на висоті біля 250 метрів НРМ). В 2009-му, після завершення розробки горизонту +226 метір, у ньому розмістили експозицію присвячену солевидобутку.
На піку розробки потужність промислу досягнула 2450 тисяч тонн на рік. В середині 2010-х повідомлялось, що промисел може забезпечити постачання 1,5 – 2 тисяч тонн на добу. Також варто відзначити, що в 2020-му один з базових споживачів – завод кальцинованої соди в Говорі – припинив свою діяльність.
З 1965-го майданчик належить компанії Societatea Naţională a Sării S.A (SALROM).